# Indranie Chandarpal
Indranie Chandarpal (sinh năm 1951) là chính trị gia người Guyana đại diện cho Đảng Nhân dân Tiến bộ Guyana (PPP) làm nghị sĩ Quốc hội Guyana năm 1992. Bà giữ vị trí Tổng thư ký Tổ chức Tiến bộ Phụ nữ năm 1983. Từ năm 2001 đến 2003, bà giữ chức Chủ tịch Ủy ban Phụ nữ Liên Mỹ.

## Tiểu sử
Indranie Dhanraj sinh năm 1951 tại Haslington, Guyana. Khi 18 tuổi, Chandarpal gia nhập Tổ chức Thanh niên Tiến bộ (PYO) và đến năm 20 tuổi bà tham gia phong trào chính trị phụ nữ. Năm 1972, bà được tuyển dụng làm nhân viên lễ tân tại Freedom House và được cử đi du học. Bà học ngành khoa học chính trị và hoàn thành bằng báo chí trong 3 tháng. Quay trở lại Guyana, bà làm việc trong hiệu sách của Đảng Nhân dân Tiến bộ Guyana (PPP). Năm 1973, bà bị các thành viên đảng đối lập từ Đại hội Dân tộc Nhân dân (PNC) đàn áp khi bà cùng các thành viên Tổ chức Thanh niên Tiến bộ PYO cố gắng ngăn cản các thành viên PNC tổ chức một cuộc họp công khai tại làng Enmore. Đây là khu làng nằm ở Demerara-Mahaica, vùng ven biển phía Bắc Guyana. Sau cuộc cãi vã đó, bà bị bắt và bị bỏ tù một tuần. Năm 1975, Dhanraj kết hôn với Navindranauth Omanand Chandarpal và có hai con: Rabindranauth và Gitanjali.
Năm 1983, Chandarpal trở thành Tổng thư ký của Tổ chức Tiến bộ Phụ nữ và từ năm 1985 đến năm 1989, bà đại diện cho Guyana tham gia Hiệp hội Nghiên cứu và Hành động Nữ quyền vùng Caribbean. Năm 1992, bà được bầu làm Nghị sĩ Quốc hội. Năm 2000, bà được bầu làm Chủ tịch Ủy ban Phụ nữ Liên Mỹ khóa 2001-2003. Từ năm 1992 đến năm 2001, bà là thành viên nội các với tư cách là Bộ trưởng Bộ Nhân sinh và An sinh Xã hội. Năm 1996, Chandarpal đưa ra dự luật Chống Bạo hành Gia đình và luật được thông qua vào ngày 31 tháng 12 năm 1996.